# LNB Pro B de 2024–25
A Temporada 2024–25 da LNB Pro B foi a 86ª edição da competição relativa a segunda divisão do basquetebol francês. Credencia ao campeão da temporada regular e ao vencedor dos playoffs de promoção uma vaga na liga Betclic Élite na próxima temporada, bem como relega as duas equipes pior qualificadas para a Nationale Masculine 1 (NM1).

## Equipes participantes
|                      | Clube                    | Cidade                 | Arena                                 | Capacidade |
| -------------------- | ------------------------ | ---------------------- | ------------------------------------- | ---------- |
|                      | Aix-Maurienne            | Aix-les-Bains          | Halle Marlioz                         | 1 800      |
|                      | Antibes                  | Antibes                | Azur Arena                            | 5 249      |
| Baixa                | Blois                    | Blois                  | Le Jeu de Paume                       | 2 525      |
|                      | Boulazac                 | Boulazac               | Le Palio                              | 5 200      |
| Aumento              | Caen                     | Caen                   | Palais des Sports de Caen la mer      | 4 200      |
| Aumento              | Chartres                 | Chartres               | Le Colisée                            | 4 186      |
|                      | Châlons-Reims            | Reims                  | Reims Arena                           | 6 000      |
| Châlons-en-Champagne | Châlons-Reims            |                        | Reims Arena                           | 6 000      |
|                      | Denain                   | Denain                 | Complexe Sportif Jean Degros          | 1 200      |
|                      | Évreux                   | Évreux                 | Centre Omnisports - Salle Jean Fourré | 3 000      |
|                      | Fos-sur-Mer              | Fos-sur-Mer            | Halle des Sports Parsemain            | 1 387      |
|                      | Gries-Souffel            | Gries                  | Espace Sport La Forêt                 | 1 450      |
| Souffelweyersheim    | Gries-Souffel            |                        | Espace Sport La Forêt                 | 1 450      |
| Aumento              | Hyères-Toulon            | Hyères                 | Palais des Sports de Toulon           | 5 000      |
| Aumento              | Hyères-Toulon            | Toulon                 | Palais des Sports de Toulon           | 5 000      |
|                      | Nantes                   | Nantes                 | La Trocardière                        | 4 238      |
|                      | Orléans                  | Orleães                | CO'Met                                | 10 000     |
|                      | Pau-Lacq-Orthez          | Pau                    | Palais des Sports de Pau              | 7 707      |
|                      | Poitiers                 | Poitiers               | Salle Saint-Eloi                      | 2 700      |
| Baixa                | Roanne                   | Roanne                 | Halle André Vacheresse                | 5 000      |
|                      | Rouen                    | Ruão                   | Kindarena                             | 6 000      |
|                      | Saint-Chamond-Andrézieux | Saint-Chamond          | Arena Saint-Étienne Métropole         | 4 200      |
| Andrézieux-Bouthéon  | Saint-Chamond-Andrézieux |                        | Arena Saint-Étienne Métropole         | 4 200      |
|                      | Vichy                    | Vichy Clermont-Ferrand | Palais des Sports Pierre Coulon       | 3 200      |

Fonte: lnb.fr/pro-b/equipes
Legenda:
- Equipes rebaixadas da Élite em 2023-24
- Equipes promovidas da NM1 em 2023-24

## Temporada regular

### Tabela de classificação
Resultados extraídos de lnb.fr/elite/classement>"Filtre par saison>2024/25.
| Pos. | Clube                    | %V    | Jogos | Jogos | Jogos | Pontos | Pontos | %P+  | %P-  | Classificação          |
| Pos. | Clube                    | %V    | J     | V     | D     | P+     | P-     | %P+  | %P-  |                        |
| ---- | ------------------------ | ----- | ----- | ----- | ----- | ------ | ------ | ---- | ---- | ---------------------- |
| 1    | Boulazac                 | 76.3% | 38    | 29    | 9     | 3117   | 2814   | 82.0 | 74.1 | Promovido para a Élite |
| 2    | Blois                    | 73.7% | 38    | 28    | 10    | 3342   | 2978   | 87.9 | 78.4 | Playoffs de Ascensão   |
| 3    | Orléans                  | 65.8% | 38    | 25    | 13    | 3155   | 3001   | 83.0 | 79.0 | Playoffs de Ascensão   |
| 4    | Pau-Lacq-Orthez          | 60.5% | 38    | 23    | 15    | 3155   | 3083   | 83.0 | 81.1 | Playoffs de Ascensão   |
| 5    | Roanne                   | 60.5% | 38    | 23    | 15    | 3287   | 3140   | 86.5 | 82.6 | Playoffs de Ascensão   |
| 6    | Gries-Souffel            | 57.9% | 38    | 22    | 16    | 3178   | 3031   | 83.6 | 79.8 | Playoffs de Ascensão   |
| 7    | Poitiers                 | 57.9% | 38    | 22    | 16    | 3163   | 3112   | 83.2 | 81.9 | Play-ins               |
| 8    | Aix-Maurienne            | 55.3% | 38    | 21    | 17    | 3405   | 3342   | 89.6 | 87.9 | Play-ins               |
| 9    | Vichy                    | 55.3% | 38    | 21    | 17    | 3083   | 2966   | 81.1 | 78.1 | Play-ins               |
| 10   | Antibes                  | 55.3% | 38    | 21    | 17    | 3061   | 3019   | 80.6 | 79.4 | Play-ins               |
| 11   | Saint-Chamond-Andrézieux | 50.0% | 38    | 19    | 19    | 3328   | 3285   | 87.6 | 86.4 |                        |
| 12   | Denain                   | 50.0% | 38    | 19    | 19    | 3126   | 3101   | 82.3 | 81.6 |                        |
| 13   | Rouen                    | 47.4% | 38    | 18    | 20    | 3094   | 3054   | 81.4 | 80.4 |                        |
| 14   | Caen                     | 44.7% | 38    | 17    | 21    | 2939   | 3080   | 77.3 | 81.1 |                        |
| 15   | Châlons-Reims            | 42.1% | 38    | 16    | 22    | 3045   | 3207   | 80.1 | 84.4 |                        |
| 16   | Nantes                   | 36.8% | 38    | 14    | 24    | 3056   | 3183   | 80.4 | 83.8 |                        |
| 17   | Évreux                   | 31.6% | 38    | 12    | 26    | 3026   | 3194   | 79.6 | 84.1 |                        |
| 18   | Hyères-Toulon            | 29.0% | 38    | 11    | 27    | 2852   | 3112   | 75.1 | 81.9 |                        |
| 19   | Fos-sur-Mer              | 26.3% | 38    | 10    | 28    | 2822   | 3130   | 74.3 | 82.4 | Rebaixados para a NM1  |
| 20   | Chartres                 | 23.7% | 38    | 9     | 29    | 2922   | 3324   | 76.9 | 87.5 | Rebaixados para a NM1  |

### Confrontos
Resultados extraídos de lnb.fr/elite/game-center>"Filtre par saison>2024/25.
| ↓ Casa\Visitante →       | AIX     | ANT    | BLO    | BOU     | CAE    | CHT    | CHL    | DEN    | EVR    | FOS    | GRI     | HTV   | NAN    | ORL    | PAU     | POI    | ROA   | ROU    | SCH    | VIC    |
| ------------------------ | ------- | ------ | ------ | ------- | ------ | ------ | ------ | ------ | ------ | ------ | ------- | ----- | ------ | ------ | ------- | ------ | ----- | ------ | ------ | ------ |
| Aix-Maurienne            |         | 83-70  | 91-87  | 80-91   | 106-92 | 85-79  | 97-91  | 101-88 | 101-73 | 86-66  | 83-79   | 97-82 | 75-88  | 96-115 | 93-98   | 107-99 | 92-81 | 93-87  | 88-107 | 87-103 |
| Antibes                  | 82-99   |        | 71-74  | 80-84   | 94-80  | 85-69  | 68-72  | 82-89  | 73-71  | 95-91  | 73-72   | 79-72 | 87-65  | 95-82  | 74-81   | 59-77  | 87-79 | 92-84  | 103-66 | 81-76  |
| Blois                    | 97-82   | 98-87  |        | 98-87   | 117-80 | 99-76  | 87-81  | 83-70  | 84-62  | 103-58 | 80-75   | 94-60 | 108-75 | 75-82  | 102-105 | 71-78  | 89-85 | 92-65  | 115-81 | 83-81  |
| Boulazac                 | 62-69   | 69-72  | 87-73  |         | 79-59  | 91-82  | 79-62  | 81-72  | 88-58  | 93-76  | 68-65   | 93-64 | 81-75  | 85-78  | 84-63   | 89-77  | 91-78 | 87-83  | 87-73  | 63-57  |
| Caen                     | 77-72   | 73-79  | 80-96  | 87-83   |        | 84-72  | 76-84  | 78-83  | 79-82  | 77-71  | 69-75   | 68-62 | 89-77  | 77-82  | 64-98   | 95-91  | 76-67 | 73-90  | 81-105 | 79-73  |
| Chartres                 | 89-88   | 76-71  | 92-91  | 79-86   | 63-83  |        | 86-75  | 94-98  | 87-99  | 69-75  | 70-108  | 68-66 | 66-88  | 88-97  | 90-82   | 78-93  | 68-92 | 75-93  | 70-75  | 69-75  |
| Châlons-Reims            | 94-102  | 81-90  | 89-90  | 81-98   | 78-77  | 101-83 |        | 76-75  | 96-89  | 82-68  | 71-68   | 70-66 | 89-78  | 83-90  | 84-78   | 91-73  | 81-91 | 67-100 | 79-99  | 81-73  |
| Denain                   | 104-95  | 80-72  | 84-78  | 63-80   | 79-68  | 86-88  | 88-82  |        | 78-75  | 105-62 | 87-72   | 74-64 | 75-85  | 75-61  | 89-75   | 79-86  | 75-80 | 79-86  | 95-106 | 80-62  |
| Évreux                   | 88-91   | 76-80  | 64-84  | 69-75   | 65-70  | 117-83 | 96-74  | 76-83  |        | 75-85  | 80-79   | 72-71 | 82-89  | 73-76  | 82-95   | 69-75  | 81-83 | 95-78  | 84-59  | 94-90  |
| Fos-sur-Mer              | 99-86   | 83-82  | 63-65  | 56-82   | 73-79  | 67-65  | 95-72  | 74-72  | 89-92  |        | 83-96   | 69-70 | 76-81  | 60-77  | 64-78   | 77-78  | 85-82 | 75-67  | 65-82  | 79-94  |
| Gries-Souffel            | 100-89  | 90-81  | 97-100 | 69-56   | 80-77  | 74-68  | 101-76 | 81-83  | 79-74  | 86-80  |         | 69-74 | 75-57  | 84-86  | 78-83   | 83-80  | 83-74 | 82-66  | 99-94  | 87-80  |
| Hyères-Toulon            | 98-84   | 64-76  | 85-82  | 74-93   | 67-77  | 90-62  | 81-79  | 89-85  | 82-92  | 84-80  | 87-93   |       | 73-78  | 81-71  | 73-99   | 79-87  | 82-87 | 63-85  | 79-99  | 87-98  |
| Nantes                   | 74-87   | 79-82  | 67-76  | 78-70   | 82-87  | 74-84  | 88-96  | 97-92  | 103-78 | 100-70 | 85-97   | 69-73 |        | 73-78  | 84-89   | 82-88  | 97-84 | 87-83  | 77-87  | 91-82  |
| Orléans                  | 75-80   | 78-71  | 64-66  | 80-81   | 89-77  | 79-70  | 78-59  | 88-74  | 87-89  | 90-78  | 94-90   | 78-65 | 92-80  |        | 90-92   | 86-72  | 97-80 | 92-78  | 81-83  | 82-73  |
| Pau-Lacq-Orthez          | 103-100 | 92-87  | 87-80  | 89-87   | 76-85  | 75-80  | 81-77  | 72-81  | 84-67  | 92-78  | 81-76   | 72-76 | 73-70  | 68-78  |         | 93-78  | 81-77 | 71-74  | 72-80  | 75-71  |
| Poitiers                 | 84-73   | 76-82  | 79-97  | 76-86   | 74-78  | 99-77  | 74-84  | 96-79  | 86-74  | 80-64  | 74-89   | 83-76 | 103-88 | 79-71  | 77-72   |        | 87-78 | 89-76  | 93-87  | 78-76  |
| Roanne                   | 82-100  | 88-77  | 92-97  | 89-88   | 79-65  | 108-71 | 86-77  | 116-85 | 88-76  | 78-73  | 111-106 | 90-73 | 88-73  | 76-71  | 97-100  | 101-82 |       | 79-63  | 89-84  | 97-72  |
| Rouen                    | 78-90   | 68-75  | 72-76  | 67-71   | 71-69  | 79-74  | 77-78  | 76-92  | 100-84 | 70-60  | 84-93   | 81-77 | 101-66 | 89-91  | 79-75   | 72-94  | 75-90 |        | 97-89  | 96-84  |
| Saint-Chamond-Andrézieux | 94-89   | 89-103 | 76-99  | 106-109 | 73-79  | 99-75  | 99-80  | 93-84  | 94-75  | 83-84  | 76-81   | 96-83 | 86-90  | 92-71  | 90-80   | 103-81 | 91-97 | 70-88  |        | 83-97  |
| Vichy                    | 64-73   | 93-64  | 58-71  | 70-69   | 93-75  | 97-87  | 82-72  | 71-66  | 96-78  | 82-71  | 97-67   | 83-60 | 81-66  | 79-76  | 87-75   | 91-87  | 89-68 | 67-90  | 86-79  |        |

## Promoção e rebaixamento
- Boulazac[23][24]

- Fos-sur-Mer[25], Chartres[26]

## Playoffs
A novidade para a disputa dos Playoffs de promoção nesta temporada é que participam os 2º ao 6º colocados, as duas equipes classificadas através de Play-ins e o 15º colocado da Betclic Elite que neste temporada foi o Le Portel.

### Play-ins
A disputa dos Play-ins dá-se em jogo único na casa do melhor classificado entre os dois. Um dos confrontos é entre os 7º e 8º colocados e dá ao vencedor lugar no playoff para enfrentar o segundo melhor da temporada regular, enquanto que o perdedor enfrenta o vencedor do jogo entre os 9º e 10 colocados. O vencedor dessa disputa enfrentará o primeiro colocado na temporada regular. 
| Equipe 1 | Placar    | Equipe 2      |
| -------- | --------- | ------------- |
| Poitiers | 111 - 112 | Aix-Maurienne |
| Vichy    | 100 - 91  | Antibes       |

| Equipe 1 | Placar  | Equipe 2 |
| -------- | ------- | -------- |
| Poitiers | 56 - 86 | Vichy    |

### Quartas de finais
| Time 1          | Série | Time 2        | 1º Jogo  | 2º Jogo | 3º Jogo |
| --------------- | ----- | ------------- | -------- | ------- | ------- |
| Blois           | 0 - 2 | Vichy         | 84 - 97  | 88 - 92 | -       |
| Pau-Lacq-Orthez | 0 - 2 | Gries-Souffel | 71 - 74  | 68 - 89 |         |
| Orléans         | 2 - 0 | Aix-Maurienne | 106 - 97 | 99 - 87 |         |
| Roanne          | 0 - 2 | Le Portel     | 66 - 74  | 75 - 91 |         |

### Semifinais
| Time 1  | Série | Time 2        | 1º Jogo | 2º Jogo | 3º Jogo |
| ------- | ----- | ------------- | ------- | ------- | ------- |
| Vichy   | 1 - 2 | Gries-Souffel | 65 - 75 | 81 - 75 | 61 - 70 |
| Orléans | 0 - 2 | Le Portel     | 68 - 87 | 72 - 78 | -       |

### Finais
| Time 1        | Série | Time 2    | 1º Jogo | 2º Jogo | 3º Jogo |
| ------------- | ----- | --------- | ------- | ------- | ------- |
| Gries-Souffel | 1 - 2 | Le Portel | 60 - 78 | 83 - 81 | 47 - 69 |

- Le Portel garantiu a manutenção da sua vaga após vencer os playoffs de promoção.[29]